# Метрополитен на Осло
Метрополитенът на Осло (на норвежки: T-banen i Oslo) е система от линии за скоростен транспорт в Осло.

## История
Метрото е открито на 16 октомври 1966 година. Има 95 станции с обща дължина 80 км.